# Robert Mulligan
Robert Patrick Mulligan (New York, 23 augustus 1925 – Lyme, 20 december 2008) was een Amerikaans filmregisseur.

## Levensloop
Mulligan groeide op in The Bronx in New York en studeerde telecommunicatie aan de Universiteit van Fordham. Tijdens de Tweede Wereldoorlog diende hij als radiotelegrafist bij de Amerikaanse mariniers. Na de oorlog werkte hij een tijdlang als redacteur bij The New York Times, voordat hij aan de slag ging bij de televisiezender CBS. Daar klom hij in korte tijd op van loopjongen tot productieleider.
In 1957 werkte hij voor de eerste keer samen met zijn collega Alan J. Pakula voor de dramafilm Fear Strikes Out. In 1962 stichtten ze samen een productiehuis. Hun eerste film To Kill a Mockingbird (1962) was meteen een schot in de roos. De rolprent werd genomineerd voor acht Oscars en kon er ook drie van verzilveren. Vanaf 1969 gingen de regisseurs hun eigen weg. Mulligan regisseerde films in uiteenlopende genres, maar hij is vooral bekend voor zijn karakterstudies.
Zijn broer Richard Mulligan was acteur.

## Filmografie
- 1957: Fear Strikes Out
- 1960: The Rat Race
- 1960: The Great Impostor
- 1961: Come September
- 1962: The Spiral Road
- 1962: To Kill a Mockingbird
- 1963: Love with the Proper Stranger
- 1965: Baby the Rain Must Fall
- 1965: Inside Daisy Clover
- 1967: Up the Down Staircase
- 1968: The Stalking Moon
- 1971: The Pursuit of Happiness
- 1971: Summer of '42
- 1972: The Other
- 1974: The Nickel Ride
- 1978: Bloodbrothers
- 1978: Same Time, Next Year
- 1982: Kiss Me Goodbye
- 1988: Clara's Heart
- 1991: The Man in the Moon